# 約翰·拉爾
約翰·戈特利布·拉爾（德語：Johann Gottlieb Rall，1726?-1776），黑森-卡塞爾公國軍官，美國獨立戰爭時期英國的黑森僱傭兵上校。
拉爾約生於1707年，父親為黑森-卡塞爾公國的軍官。1740年拉爾加入父親的部隊，出任見習軍官，成為僱傭兵一員。後來拉爾憑著優異的軍事才能，以及在奧地利王位繼承戰爭、第二次詹姆士黨人叛亂、七年戰爭及第五次俄土戰爭中屢立戰功，並在美國獨立戰爭前獲任命為上校，擔任黑森團團長。拉爾的團本來只是黑森民兵，但在拉爾的訓練之下，變成黑森僱傭兵中的精銳部隊。
拉爾在美國獨立戰爭初期屢立戰功。他先在長島會戰中指揮黑森部隊作戰，後來又在白原戰役及華盛頓堡攻城戰擔任先鋒，奠定英軍勝局。不過，拉爾因為出身草根，不識貴族禮儀，而與卡爾·馮·多諾普等上級軍官關係不佳。稍後英軍進入新澤西州，拉爾奉派駐守特倫頓。但受到新澤西州起義影響，拉爾的駐軍屢受民兵侵擾，使戰鬥力有所損失。1776年12月26日，喬治·華盛頓發動特倫頓戰役，幾乎將拉爾的團全數俘虜，而拉爾也在戰鬥中傷重而亡。
拉爾對待下屬一視同仁，在黑森士兵中有良好聲譽。拉爾同時熱衷於音樂，甚至在自己的團編組了樂團，由自己擔任指揮。不過拉爾對美州革命心存厭惡，認定殖民者為叛亂份子。